# Distretto di Yakkabog
Il distretto di Yakkabog è uno dei 13 distretti della Regione di Kashkadarya, in Uzbekistan. Il capoluogo è Yakkabog.